# ستون اشره
ستون اشره (انگلیسی: Asherah pole) درخت یا ستون مقدسی است که در نزدیکی مکان‌های مذهبی کنعانی برای احترام به الهه مادر اوگاریتی اشره، همسر ال (خدا) قرار داشت. ارتباط ارجاعات ادبی به یک اشره و یافته‌های باستان‌شناختی مجسمه‌های ستونی یهودیان، بحث و جدل ادبیاتی را برانگیخته است.